# Chiesa dei Santi Gallo e Nicolò
La chiesa dei Santi Gallo e Nicolò è la parrocchiale di Corneliano d'Alba, in provincia di Cuneo e diocesi di Alba; fa parte della vicaria del Roero.

## Storia
La prima citazione di una chiesa a Corneliano, che era dedicata a san Nicolao, risale al 1176; in un successivo documento del 1286, in cui è menzionata una seconda chiesa intitolata a san Gallo, si apprende che la comunità del borgo dipendeva dalla pieve di Piobesi.
In un atto del 1345 si legge che la chiesa cornelianese doveva pagare delle tasse al vescovo di Asti; l'edificio è poi descritto nelle relazioni delle visite del 1585 di Angelo Peruzzi e del 1621 di Isidoro Pentorio.
Nella prima metà del XVIII secolo si decise di sostituire questa chiesa con una nuova; a tal scopo nel 1741 fu incaricato l'architetto Nicola Gallina di redigere il progetto, ma poi la questione venne dimenticata.
Nel 1748 però l'idea fu ripresa: il conte Carlo Giacinto Roero realizzò i disegni e, così, iniziarono i lavori per la costruenda parrocchiale. Tuttavia, nel 1749, con la morte del progettista, l'opera subì una battuta d'arresto e poté essere ripresa nel 1752 sotto la supervisione di Giovanni Peruzzi.
Durante la restaurazione, nel 1817 la chiesa entrò a far parte della diocesi di Alba. Il sisma del 29 febbraio 1887 arrecò alla struttura dei danni, che furono pertanto sanati nel 1889.
Tra il 1914 e il 1916 la cuspide della torre campanaria venne interessata da un intervento di ripristino condotto su disegno di Carlo Verrone e nel 1992 il pavimento fu rifatto.

## Descrizione

### Esterno
La facciata a salienti della chiesa, che volge a mezzogiorno, è suddivisa da una cornice marcapiano in due registri; quello inferiore, tripartito da quattro lesene, presenta due nicchie laterali, ospitanti altrettante statue, e al centro il portale d'ingresso, affiancato da due semicolonne sorreggenti il timpano semicircolare, mentre in quello superiore, affiancato da due volute r caratterizzato da due coppie di lesene binate, s'apre una finestra.
Annesso alla parrocchiale è il campanile a base quadrata, costruito nel 1772 su disegno di Marco Tommaso Bertoglio.

### Interno
L'interno dell'edificio è suddiviso in tre navate, sulle quali s'aprono le cappelle laterali, da colonne sorreggenti archi a tutto sesto, sopra di s'imposta la volta a botte unghiata; al termine dell'aula si sviluppa il presbiterio, a sua volta chiuso dall'abside pentagonale.
Qui sono conservate diverse opere di pregio, tra le quali l'altare maggiore, costruito nel 1770, la statua della Madonna del Sacro Cuore, scolpita tra il 1875 e il 1880 dal Raffi, i vari dipinti eseguiti da Rodolfo Morgari tra il 1885 e il 1887, e la pala ritraente la Gloria di San Gallo con San Nicola, eseguita nel XVIII secolo da Pietro Paolo Operti.